# Eclipta thoracica
Eclipta thoracica is een keversoort uit de familie van de boktorren (Cerambycidae). De wetenschappelijke naam van de soort werd voor het eerst geldig gepubliceerd werd 1873 door Bates als Ommata (Eclipta) thoracica